# Literacia científica
Literacia científica (português europeu) ou Alfabetização científica (português brasileiro) emergiu na década de 80 por necessidade da participação da população para o progresso econômico ocidental em apoiar projetos científicas e tecnológicas. Entendida como a habilidade em ler e escrever aplicada a conhecimentos sistematizados e comumente o entendimento de conceitos científicos.
Cotta e Sasseron afirmam que "aprender ciências tem se tornado algo essencial para a vida em sociedade, em especial para atuação dos indivíduos em possíveis transformações sociais". As autoras defendem que a Educação em Ciências deve ocorrer no contexto escolar e considerar a interação dos sujeitos em busca de uma ação comprometida com o bem comum, global e local. Outro aspecto a ser considerado é que as ciências são fruto de uma ação humana colaborativa e a Alfabetização Científica deve ocorrer em uma perspectiva formativa.

## Definição
A Estrutura do PISA da OCDE (2015) define alfabetização científica como "a capacidade de se envolver com questões relacionadas à ciência, e com as ideias da ciência, como um cidadão reflexivo". Uma pessoa letrada cientificamente, portanto, está disposta a se envolver discurso fundamentado sobre ciência e tecnologia que requer as competências para:
- Explique os fenômenos cientificamente - reconheça, ofereça e avalie as explicações para uma série de fenômenos naturais e tecnológicos.
- Avaliar e projetar investigação científica - descrever e avaliar investigações científicas e propor formas de abordar questões cientificamente.
- Interpretar dados e evidências cientificamente - analisar e avaliar dados, reivindicações e argumentos em uma variedade de representações e tirar conclusões científicas apropriadas.

Segundo o Centro Nacional de Estatística da Educação dos Estados Unidos, "a alfabetização científica é o conhecimento e a compreensão dos conceitos e processos científicos necessários para a tomada de decisão pessoal, a participação em assuntos cívicos e culturais e a produtividade econômica".  Uma pessoa cientificamente letrada é definida como aquela que tem a capacidade de:
- Entender, experimentar e raciocinar, além de interpretar os fatos científicos e seus significados.
- Pedir, encontrar ou determinar respostas para perguntas derivadas da curiosidade sobre as experiências cotidianas.
- Descrever, explicar e prever fenômenos naturais.
- Ler artigos com compreensão da ciência na imprensa popular e participar de conversas sociais sobre a validade das conclusões.
- Identificar questões científicas subjacentes a decisões nacionais e locais e expressar posições cientificamente e tecnologicamente informadas.
- Avaliar a qualidade da informação científica com base em sua fonte e os métodos usados para gerá-la.
- Posicionar e avaliar os argumentos baseados em evidências e aplique conclusões de tais argumentos apropriadamente.[5]

Adib Rifqi Setiawan explicam que a alfabetização científica tem sido uma atividade comum no aprendizado de ciências na era de Tales de Mileto. De acordo com Adib Rifqi Setiawan, uma pessoa cientificamente alfabetizada pode:
- Explicar os problemas cientificamente
- Interpretar dados cientificamente
- Comunicar informações científicas
- Projetar investigações científicas
- Realizar pesquisas científicas
- Avaliar a investigação científica

A alfabetização científica também pode ser definida em linguagem semelhante às definições de alfabetização oceânica, Alfabetização em ciências da Terra e Alfabetização Climática. Assim, uma pessoa cientificamente letrada pode:
- Entender a ciência relevante para questões ambientais e sociais.
- Comunicar-se claramente sobre a ciência.
- Tomar decisões informadas sobre esses problemas.

Finalmente, a alfabetização científica pode envolver atitudes particulares em relação ao aprendizado e ao uso da ciência. Um cidadão cientificamente alfabetizado é capaz de pesquisar questões de fato para si mesmo. O aspecto decisório da alfabetização em ciências sugere novas atitudes sobre o estado do mundo, a responsabilidade de alguém pelo seu bem-estar e o senso de poder para fazer a diferença. A alfabetização científica é um processo importante e indispensável à educação, tendo que ser trabalhada pelos professores desde cedo, de modo que integre a educação científica  ao  dia a dia das crianças.

## História
O conceito da Alfabetização Científica é contemporâneo e reflete a forma em que a sociedade entende e domina os princípios científicos básicos e sua utilização. De acordo com Costa, Ribeiro e Zompero, o conceito surgiu em 1950, a partir da publicação do livro "Science Literary: Ias Meaning for American Shcools", de autoria de Paul Hurd, quem utilizou pela primeira vez o termo "Scientific Literacy".
Nos Estados Unidos, a frase "alfabetização científica" foi popularizada por Paul Hurd em 1958, quando ele acusou que o problema imediato na educação era "o de fechar a lacuna entre a riqueza do desempenho científico e a pobreza da alfabetização científica na América". Para Hurd, a rápida inovação em ciência e tecnologia exigia uma educação "apropriada para enfrentar os desafios de uma revolução científica emergente". Subjacente ao apelo de Hurd, estava a ideia de "que algum domínio da ciência é uma preparação essencial para a vida moderna".
Ainda de acordo com Costa Ribeiro e Zompero, o movimento chamado Ciência, Tecnologia e Sociedade (CTS) se fortaleceu principalmente a partir da década de 1990.
As definições iniciais de alfabetização científica incluíam elaborações do conteúdo que as pessoas deveriam compreender, muitas vezes seguindo linhas um tanto tradicionais (biologia, química, física). Ciências da Terra foram definidas de forma um tanto restrita como processos geológicos expandidos. Na década seguinte a esses documentos iniciais, cientistas oceânicos e educadores revisaram a noção de alfabetização científica para incluir visões do mundo natural mais contemporâneas e orientadas a sistemas, levando a programas de alfabetização científica para o oceano, clima, ciências da Terra e assim por diante.
Desde a década de 1950, a alfabetização científica tem enfatizado cada vez mais que o conhecimento científico está socialmente situado e é fortemente influenciado pela experiência pessoal. A alfabetização científica é vista como um direito humano e um conhecimento prático da ciência e do seu papel na sociedade é visto como um requisito para membros responsáveis da sociedade, de modo a ajudar pessoas comuns a tomar decisões melhores e enriquecer suas vidas.
Alguns enfatizam a importância de um “ethos” subjacente que possibilite a participação em debates e comunidades científicas. As normas fundamentais são que as observações e hipóteses da descoberta científica fazem parte de um processo partilhado comunitariamente; que as ideias são importantes, não o status da pessoa que as exprime; que o que importa são as evidências desinteressadas, e não os resultados desejados; e que as afirmações que vão além das observações devem ser sujeitas a testes.
Mais recentemente, apelos à "alfabetização científica" identificaram informação falsa e desinformação como perigos. Eles sugerem que a alfabetização científica cívica, a alfabetização científica em mídia digital e a alfabetização científica cognitiva são todas componentes importantes da educação, se os indivíduos quiserem ser cientificamente informados e se envolver na tomada de decisões individuais e coletivas em uma sociedade democrática.

No Brasil, pesquisas de percepção pública da ciência e tecnologia vêm demonstrando, nos últimos anos, que os brasileiros tendem a adotar atitudes positivas sobre o tema, tendendo a concordar com sua utilidade e importância, em especial com a afirmação de que “a maioria das pessoas é capaz de entender o conhecimento científico, se bem explicado”.
"A Alfabetização  Científica  (AC)  ocorre  durante  toda  a vida,  e  pode,  portanto,  ser  desenvolvida  especialmente  no processo de escolarização desde a Educação Infantil até o Ensino Superior. O processo de AC permite a ressignificação da ciência a partir do momento em que se fornecem diversos subsídios para que o aluno possa compreender os fenômenos que os rodeiam, sejam eles físicos, ambientais ou sociais da região onde mora".

## Alfabetização científica e suas dimensões
Segundo Costa, Ribeiro e Zompero, a Alfabetização Científica tem três dimensões independentes apresentadas por Miller (1983): o conhecimento de termos e conceitos científicos essenciais, uma compreensão sobre as normas e os métodos da ciência, e o entendimento sobre o impacto da tecnologia e da ciência sobre a sociedade. Ainda de acordo com o autor, conhecer, compreender e entender são ações fundamentais para um aluno ser considerado realmente alfabetizado.
Desde  o  início  das  ideias  pertinentes  à  AC,  com  a publicação da obra do professor Paul Hurd (1958), o olhar de alguns países europeus e norte-americanos começou a se modificar, o que deu início à sistematização dos conceitos e ao investimento maciço na AC. A importância do entendimento da  perspectiva  CTS,  como  antecipava  Hurd,  para  o desenvolvimento cultural duma nação tornou-se essencial.
Miller reforça que conhecer sobre a tecnologia e a ciência, seu processo, seus impactos no contexto social são o ponto de partida para os sujeitos alfabetizados cientificamente.

## Ciência, sociedade e meio ambiente
A interdependência dos humanos e do nosso ambiente natural está no cerne da alfabetização científica nos sistemas da Terra. A alfabetização em ciências da Terra é um dos tipos de alfabetização definidos para os sistemas da Terra; as qualidades de uma pessoa alfabetizada em ciências da Terra são representativas das qualidades de todas as definições de alfabetização dos sistemas da Terra.
De acordo com a Iniciativa de Alfabetização em Ciências da Terra, uma pessoa alfabetizada em ciências da Terra:
- compreende os conceitos fundamentais dos muitos sistemas da Terra
- sabe como encontrar e avaliar informações cientificamente confiáveis sobre a Terra
- comunica sobre as ciências da Terra de uma forma significativa
- é capaz de tomar decisões informadas e responsáveis em relação à Terra e seus recursos[10]

Todos os tipos de alfabetização nos sistemas da Terra têm uma definição como a acima. A alfabetização oceânica é ainda definida como "compreender o nosso impacto no oceano e o impacto do oceano sobre nós".
Da mesma forma, o website sobre literacia climática inclui um princípio orientador para a tomada de decisões: "os seres humanos podem tomar medidas para reduzir as alterações climáticas e os seus impactos". Cada tipo de alfabetização em sistemas da Terra define então os conceitos que os alunos devem compreender após se formarem no ensino médio. Os atuais esforços educativos na alfabetização dos sistemas da Terra tendem a se concentrar mais nos conceitos científicos do que no aspecto da tomada de decisões da alfabetização, mas a ação ambiental permanece como um objetivo declarado.
O tema da ciência em um contexto socialmente relevante aparece em muitas discussões sobre alfabetização científica. As ideias que surgem nas ciências da vida incluem uma alusão à alfabetização ecológica, ao "bem-estar da Terra". Uma discussão sobre alfabetização em física inclui conservação de energia, destruição da camada de ozônio e aquecimento global.
A declaração de missão do Projeto de Alfabetização Química inclui justiça ambiental e social. A alfabetização tecnológica é definida em um espaço tridimensional de coordenadas; no eixo do conhecimento, nota-se que a tecnologia pode ser arriscada, e que “reflete os valores e a cultura da sociedade”.
A alfabetização energética possui vários sites, incluindo um associado à alfabetização climática.

## Atitudes como parte da alfabetização científica
As atitudes em relação à ciência podem ter um efeito significativo na alfabetização científica. Na teoria da educação, a compreensão do conteúdo está no domínio cognitivo, enquanto as atitudes estão no domínio afetivo. Assim, atitudes negativas, como o medo da ciência, podem atuar como um filtro afetivo e um impedimento à compreensão e aos objetivos futuros de aprendizagem. Nos Estados Unidos, sabe-se que as atitudes dos alunos em relação às ciências diminuem a partir da quarta série e continuam a diminuir durante o ensino fundamental e médio. Este início de sentimentos negativos em relação à ciência decorre de uma maior ênfase dada às notas. Os alunos começam a sentir que estão conseguindo menos, o que os faz perder a motivação na sala de aula e a participação dos alunos diminui. Está bem documentado que os alunos que mantêm alta motivação para aprender terão uma atitude mais positiva em relação ao assunto. Estudos sobre as atitudes de estudantes universitários em relação ao aprendizado de física sugerem que essas atitudes podem ser divididas nas categorias de conexões com o mundo real, conexões pessoais, conexões conceituais, esforço do aluno e resolução de problemas.
O aspecto da tomada de decisão da alfabetização científica sugere novas atitudes sobre o estado do mundo, a responsabilidade de cada um pelo seu bem-estar e o sentimento de capacitação para fazer a diferença. Estas atitudes podem ser medidas importantes de alfabetização científica, como descrito no caso da alfabetização oceânica.
Na sala de aula do ensino fundamental e médio, os padrões de aprendizagem geralmente não abordam o domínio afetivo devido à dificuldade em desenvolver estratégias de ensino e em avaliar a atitude dos alunos. Foi demonstrado que muitas estratégias de ensino modernas têm impactos positivos nas atitudes dos alunos em relação às ciências, incluindo o uso de ensino centrada no aluno, estratégias de aprendizagem inovadoras e a utilização de uma variedade de técnicas de ensino. Aprendizagem baseada em projetos também demonstrou melhorar o desempenho dos alunos atitudes sobre um assunto e melhorar suas habilidades de processamento científico.
Em seu artigo “Alfabetização científica, ensino por investigação e argumentação: relações entre Ciências da Natureza e Escola”, Sasseron (2015) discute movimentos para a concretização de uma cultura híbrida nas aulas de ciências da natureza: a cultura científica escolar.
Segundo a autora, a alfabetização científica pode ser considerada a meta do ensino de ciências, a medida em que o ensino por investigação e argumentação visa atender às demandas sociais e oficiais em germos de formação de pessoas, sujeitos na sociedade atual.

Dessa forma, Sasseron (2015) defende a escola como um espaço de culturas destacando a influência da cultura escolar para o desenvolvimento de práticas didáticas.
É atribuída à escola, entre outras, a função de oferecer cultura para aqueles que se encontram em seu espaço. Via de regra, espera-se que a cultura erudita seja apresentada aos estudantes. Mas não podemos deixar de lado que a escola, como espaço físico que congrega pessoas de diferentes experiências, realidades e perspectivas sociais e culturais distintas, também congrega diferentes culturas, além de, ela mesma, possuir características que definem sua própria cultura. 
Sasseron explica os eixos estruturais da alfabetização científica, que são três: 1) a compreensão básica de termos e conceitos científicos, retratando a importância de que os conteúdos curriculares próprios das ciências sejam debatidos na perspectiva de possibilitar o entendimento conceitual; 2) a compreensão da natureza da ciência e dos fatores que influenciam sua prática, deflagrando a importância de que o fazer científico também ocupa espaço nas aulas de diferentes maneiras, desde variadas didáticas, privilegiando a investigação em aula, passando pela apresentação e discussão de episódios da história das ciências que ilustrem as diferentes influências presentes no momento de proposição de um novo conhecimento; e 3) o entendimento das relações entre ciência, tecnologia, sociedade e ambiente, permitindo uma visão mais completa e atualizada da ciência, vislumbrando relações que impactam a produção de conhecimento e são por ela impactadas, desvelando, uma vez mais, a complexidade existente nas relações que envolvem o homem e a natureza.
Os professores podem usar escalas Likert ou escalas diferenciais para determinar e monitorar mudanças nas atitudes dos alunos em relação às ciências e à aprendizagem de ciências.

## Promoção e mensuração
Os defensores da alfabetização científica tendem a se concentrar no que é aprendido quando o aluno termina o ensino médio. A alfabetização científica sempre foi um elemento importante do movimento de padrões na educação. Todos os documentos de alfabetização científica dos Estados Unidos foram elaborados com a intenção explícita de influenciar os padrões educacionais, como um meio de impulsionar o currículo, o ensino, a avaliação e, em última análise, a aprendizagem em todo o país. Além disso, a alfabetização científica fornece uma base importante para a tomada de decisões sociais informadas. A ciência é um processo humano realizado em um contexto social, o que a torna relevante como parte da nossa educação científica. Para que as pessoas tomem decisões baseadas em evidências, todos devem procurar melhorar a sua literacia científica.
Pesquisas relevantes sugeriram maneiras de promover a alfabetização científica para os alunos de forma mais eficiente. São vários os programas para promover a alfabetização científica entre os estudantes, incluindo vários programas patrocinados por empresas de tecnologia, bem como competições e feiras de ciências.
Algumas organizações tentaram comparar a alfabetização científica de adultos em diferentes países. A Organização para Cooperação e Desenvolvimento Econômico descobriu que a alfabetização científica nos Estados Unidos não é mensuravelmente diferente da média da OCDE. Science News relata: "A nova taxa dos EUA, baseada em questionários administrados em 2008, está sete pontos percentuais atrás da Suécia, a única nação europeia a exceder os americanos. O número dos EUA é ligeiramente superior ao da Dinamarca, Finlândia, Noruega e Holanda. E é o dobro da taxa de 2005 no Reino Unido (e da taxa coletiva da União Europeia)."
Os professores universitários estão tentando desenvolver instrumentos confiáveis para medir a alfabetização científica e o uso de inventários de conceitos está aumentando nas áreas de física, astronomia, química, biologia e ciências da Terra.

## Popularização da Ciência
De acordo com Sabbatini, "a alfabetização científica (ou letramento científico) se define como o nível mínimo de compreensão em ciência e tecnologia que as pessoas devem ter para operar a nível básico como cidadãos e consumidores na sociedade tecnológica" (MUELLER apud SABBATINI, 2004, p.2). O século XXI exibe muitos avanços científicos para a sociedade, contudo, é evidente que grande parte destes benefícios são acessados por uma pequena parcela da população. Por conta desse contexto, diversas práticas e discursos acadêmicos na área de comunicação debatem a necessidade de uma popularização da ciência e da tecnologia. Segundo Mueller (2004), o processo de transposição das ideias de textos científicos para meios de comunicação é denominada popularização da ciência. A autora indica que a preocupação com o tópico surge da ideia de que a ignorância de fatos básicos da ciência produz cidadãos ingênuos, que podem facilmente acreditar em pseudo-ciências e desinformação. 
Mueller aponta algumas dificuldades no processo de popularização do conhecimento científico. Do ponto de vista técnica, a mais vísivel seria reduzir conceitos complexos de forma a serem facilmente compreendidos pelo público leigo. Além disso, demonstra que também é possível ocorrer distorções propositais desses intermediários, influenciadas por interesses de diversas naturezas. 
Existem três características principais que devem ser levados em consideração na alfabetização científica: 1) Prática: voltada para a solução de problemas cotidianos, como a interpretação de bulas de remédio; 2) Cívica: relacionada à capacidade de compreender questões científicas para a tomada de decisões políticas e sociais, como o entendimento das mudanças climáticas; e 3) Cultural: busca o conhecimento científico como valor em si, aprofundando a compreensão da ciência enquanto realização humana. Assim, tem-se a perspectiva de que a ciência poderia enfrentar e superar a desinformação. 
Assim, a popularização da ciência é o processo de tornar o conhecimento acessível e culturalmente significativo para as populações excluídas. Vai além da simples transmissão de informação, pois busca engajamento, participação e diálogo. Relaciona-se com movimentos sociais se a educação popular, influenciados por Paulo Freire. Entende-se que o próprio engajamento com a ciência é uma forma de romper submissões e transformar relações hierarquicamente dominantes, tendo relação com o papel libertador da educação. 
É uma prática que tem por intuito apresentar a ciência como processo, incluindo metodologias e impactos sociais. Deve-se evitar a construção de mitos e elucidar questões complexas do universo científico. Dessa maneira, compreende-se a divulgação como uma ponte entre o mundo da ciência e a sociedade, evitando uma mera tradução literal do conhecimento especializado. Essa divulgação não pode ser unilateral e hierárquica, na qual se transmite conhecimento sem diálogo com o público. Piccoli e Stecanela (2023) alertam para a necessidade de que a popularização científica não pode ser unilateral e hierárquica, com uma via de mão única com a missão de preencher lacunas formativas da população leiga. Alerta, ainda, que esse modelo unilateral (denominado de "déficit") se relaciona com a educação bancária, proposta por Paulo Freire, na qual o conhecimento é visto como um depósito a ser transferido passivamente. 

### Evolução dos conceitos
Em uma revisão sistemática da literatura sobre popularização da ciência, Piccoli e Stecanela (2023) elaboraram a seguinte organização dos conceitos relacionados à comunicação da ciência:
- Vulgarização científica: Objetivo de preencher a falta de saber dos leigos. Seu sentido pejorativo trouxe um certo descrédito em função de esstar associada à banalização dos fatos. Pouca ênfase ao diálogo.
- Alfabetização científica: Características principais são a alfabetização científica prática, que contribui para a superação de problemas concretos; cívica, que torna o cidadão mais atento para a ciência; e cultural, que olha para a ciência de uma forma mais aprofundada. Capacidade de ler, compreender e expressar opinião sobre assuntos de caráter científico.
- Disseminação científica: Comunicação que ocorre entre especialistas, entre pares.
- Divulgação/difusão científica: Invenções informais e do campo da comunicação. Ponte entre o mundo da ciência e os outros mundos. Comiunicação que ocorre para o público em geral e o diálogo não é a prioridade. Forma de prestação de contas à sociedade.
- Jornalismo científico: Relação entre organizações formais (redes de editores) e comunidades (público), usando a mídia para circular informação sobre a natureza científica e tecnológica. Pode ter um caráter informativo ou opinativo.
- Popularização da ciência: Visão contemporânea da PC (relação horizontalizada entre ciência e sociedade). Comunicação reflexiva e dialógica. Não pode ser apenas uma transmissão de comunicados, mas sim uma interlocução. É vista como alternativa estratégica para o processo de desenvolvimento social, educacional, cultural, político e econômico. Modelo democrático de PC (vê o conhecimento cien´tifico como parcial, provisório e controverso).

### Modelos de comunicação da ciência
Brossard e Lewenstein (2010) trazem a ideia de que o entendimento público da ciência é central para a formulação de políticas públicas relacionadas a conceitos científicos complexos. Os modelos para realizar isso empiricamente evoluiram de diversas maneiras, partindo de um modelo de "déficit cognitivo" e uma disseminação linear e hierárquica de conhecimento até modelos que levam em consideração os saberes leigos, o engajamento público e a participação da sociedade nas políticas públicas de ciência e tecnologia. O modelo inicial ocorre quando pesquisadores percebem um público carente de conhecimento, atitude e confiança na ciência. Para Lewenstein (2003), são quatro modelos: déficit, contextual, expertise leiga e democrático. 

#### 1. Modelo de déficit
Baseado na ideia de que o público tem uma falta de conhecimento científico que precisa ser preenchida. Assumido por cientistas desde o século XIX para justificar maior apoio à ciência. Programas de alfabetização científica tentaram aumentar o conhecimento público, mas sem grande impacto ao longo do tempo. 
O modelo foi reformulado ao receber críticas, como não considerar o contexto social e cultural das pessoas e desvalorizar outras formas de conhecimento, como saberes locais. Estudos mostram que o aumento da informação por si só não necessariamente leva a mudanças de percepção pública da ciência. 

#### 2. Modelo contextual
Reconhece que as pessoas interpretam informações científicas com base em suas experiências e contexto social. Aplicado, por exemplo, na comunicação em saúde e percepção de risco. Dentre suas características, leva em consideração que o entendimento científico depende do contexto da vida do indivíduo. O significado das informações pode mudar conforme a experiência pessoal. Apesar de vir posterior ao modelo de déficit, o modelo contextual ainda mantém um foco na transmissão da ciência para o público, sem necessariamente envolver participação ativa.

#### 3. Modelo de expertise leiga
Dá ênfase ao conhecimento local e à experiência prática das pessoas. Reconhece que cidadãos podem ter conhecimentos relevantes para problemas científicos e tecnológicos, como por exemplo agricultores que entendem melhor os ciclos do clima local, além de comunidades afetadas por problemas ambientais muitas vezes desenvolvem expertise sobre riscos e impactos. Apesar disso, o modelo é criticado por poder ser visto como "anti-ciência" por algumas abordagens, além de correr o risco de entrar em conflito com o conhecimento estabelecido pela ciência tradicional. 

#### 4. Modelo de participação pública
Focado na democratização da ciência e no engajamento do público nas decisões científicas. Defende que a ciência deve ser debatida coletivamente, com a participação da sociedade na formulação de políticas e práticas científicas. Isso pode ocorrer, por exemplo, em conferências de consenso, audiências e avaliações participativas de tecnologias. Entretanto, mesmo que este seja o modelo mais recente e considerado apropriado, também está em desenvolvimento e sujeito à críticas. Algumas iniciativas são linmitadas a pequenos grupos e não atingem um público amplo, e pode ser criticado por focar na política da ciência, ao invés da compreensão pública. 

## Leituras Recomendadas
- PISA 2015 Science Framework. OECD. Março de 2013
- Dubson, M.; Finkelstein, N. D.; Perkins, K. K.; Podolefsky, N. S.; Wieman, C. E.; Adams, W. K. (2006). «A new instrument for measuring student beliefs about physics and learning physics: the Colorado Learning Attitudes about Science Survey». Physical Review Special Topics – Physics Education Research. 2. 010101 páginas. doi:10.1103/PhysRevSTPER.2.010101
- Science, American Association for the Advancement of (1993). Benchmarks for Science Literacy. [S.l.]: Oxford University Press. ISBN 978-0-19-508986-8
- Sciences, American Institute of Biological (2011). Action Bioscience. [S.l.: s.n.]
- Engelhart, M. D.; Furst, E. J.; Hill, W. H.; Krathwohl, D. R.; Bloom, B. S. (1969). Taxonomy of educational objectives: the classification of educational goals. [S.l.]: Addison-Wesley. ISBN 978-0-679-30211-7
- Project, Chemistry Literacy (2009). Chemistry Literacy Project. [S.l.: s.n.]
- Network, Climate Literacy (2011). Climate Literacy. [S.l.: s.n.]
- Cudaback, Cynthia (2008). «Ocean Literacy: There's more to it than content». Oceanography. 21 (4): 10–11. doi:10.5670/oceanog.2008.21
- Initiative, Earth Science Literacy (2009). Earth Science Literacy Principles: The Big Ideas and Supporting Concepts of Earth Science. [S.l.: s.n.]
- Advocates, Energy Literacy (2011). EnergyLiteracy.org: An Informed Democracy Will Act Responsibly. [S.l.: s.n.]
- Project, Energy Literacy. Linking energy, the economy, the environment. [S.l.: s.n.]
- Tech Tally: Approaches to Assessing Technological Literacy. [S.l.]: National Academies Press. 2006
- Hobson, Art (2003). «Physics literacy, energy and the environment». Physics Education. 38 (2): 109–114. doi:10.1088/0031-9120/38/2/301
- Anderson, S. W.; Kortemeyer, G.; Raeburn, S. P.; Ward, E. M. G.; Libarkin, J. C. (2011). «Revisiting the Geoscience Concept Inventory: A call to the community». GSA Today. 21 (8): 26–28. doi:10.1130/G110GW.1
- Garvin-Doxas, R. Kathleen; Underwood, Sonia M.; Klymkowsky, Michael W. (2010). «Biological Concepts Instrument (BCI): A diagnostic tool for revealing student thinking». arXiv
- Sciences, National Academy of (1996). National Science Education Standards. National Academy Press
- Statistics, National Center for Education (2011). «International Mathematics and Science Literacy (Indicator 16-2011)». The Condition of Education
- NOAA (2008). «Estuarine Literacy». estuaries.gov
- Ocean Literacy: Understanding the Ocean‵s influence on you and your influence on the Ocean. [S.l.]: Ocean Literacy Network. 2011
- Program, Ohio Sea Grant College (2010). Great Lakes Literacy. [S.l.: s.n.]
- Ahlgren, Andrew; Rutherford, F. James (1991). Science for All Americans: Education for a changing future. [S.l.]: Oxford University Press. ISBN 978-0-19-506771-2
- Rutherford, F. James (1997). «Sputnik and science education». Reflecting on Sputnik: Linking the Past, Present and Future of Educational Reform. Washington, DC: National Academy of Sciences
- UCAR (2007). Atmospheric Science Literacy: Essential Principles and Fundamental Concepts of Atmospheric Science. [S.l.: s.n.]
- «Welcome to the GEOSCIENCE CONCEPT INVENTORY Wiki». Wikispaces. 2011
- Wright, Robin (2005). «Undergraduate Biology Courses for Nonscientists: Toward a Lived Curriculum». Cell Biology Education. 4 (3): 189–196. doi:10.1187/cbe.05-04-0075
- Raloff, Janet (13 de março de 2010). «Science literacy: U.S. college courses really count». Science News
- Trefil, James; Hazen, Robert M. (2009). Science Matters: Achieving Scientific Literacy Reprint ed. [S.l.]: Anchor. ISBN 978-0-307-45458-4
- Bybee, Rodger W. (1997). Achieving Scientific Literacy: From Purposes to Practices. [S.l.]: Heinemann. ISBN 978-0-435-07134-9
- National Academies of Sciences, Engineering (2016). Science Literacy: Concepts, Contexts, and Consequences. Washington, D.C.: National Academies Press. ISBN 978-0-309-44756-0
- Barton, Angela Calabrese; Roth, Wolff-Michael (2004). Rethinking Scientific Literacy. Col: Critical Social Thought. [S.l.: s.n.] ISBN 978-0-415-94842-5